# جوهاني أوجالا
جوهاني أوجالا (بالفنلندية: Juhani Ojala)‏ (19 يونيو 1989 فنلندا - ) هو لاعب كرة قدم فنلندي، يلعب كمدافع.

## روابط خارجية
- جوهاني أوجالا على موقع الاتحاد الدولي (مؤرشف)  (الإنجليزية)
- جوهاني أوجالا على موقع الاتحاد الأوربي (الإنجليزية)
- جوهاني أوجالا على موقع اتحاد السويد (السويدية)
- جوهاني أوجالا على موقع قاعدة بيانات كرة القدم.إي يو (الإنجليزية)
- جوهاني أوجالا على موقع بيانات كرة القدم. دي إي (الألمانية)
- جوهاني أوجالا على موقع ناشيونال فوتبول تيمز (الإنجليزية)
- جوهاني أوجالا على موقع Soccerbase.com (لاعب) (الإنجليزية)
- جوهاني أوجالا على موقع Soccerway.com (الإنجليزية)
- جوهاني أوجالا على موقع عالم كرة القدم.نت (الإنجليزية)
- جوهاني أوجالا على موقع AS.com (الإسبانية)